# Escola Militar Especial de Saint-Cyr
A Escola Militar Especial de Saint-Cyr (ESM, em francês: École Spéciale Militaire de Saint-Cyr) é a principal academia militar francesa, muitas vezes referida apenas como Saint-Cyr. É uma escola militar de ensino superior que forma oficiais do  Exército de Terra e uma parte dos oficiais da Gendarmerie. Faz parte do conjunto das Escolas de Saint-Cyr Coëtquidan (ESCC) situadas na comuna de Guer, no Morbihan. A sua  divisa é: Ils s'instruisent pour vaincre (“Instruem-se para vencer”).